# Sensor de pressão por ressonância
Um sensor de pressão por ressonância é um dispositivo que mede direta ou indiretamente a pressão, que é a força exercida por um fluido dividida pela área de aplicação dessa força. O controle da pressão é importante para vários processos industriais, onde ela é normalmente utilizada para manter um padrão de qualidade do produto. Mas pode ser utilizada também para proporcionar alterações em outros parâmetros durante o processo, como o volume e a densidade. O controle da pressão também é importante para a proteção de diversos equipamentos.

## Ressonância
Ressonância significa ressoar ou soar novamente. A ressonância ocorre quando um sistema é forçado a vibrar em uma frequência igual a uma de suas frequências naturais de vibração. Isso só ocorre quando um corpo, que é rígido o suficiente para oscilar, sofre uma série periódica de impulsos com frequência igual a uma de suas frequências naturais de vibração e assim, esse corpo começa a vibrar com amplitudes cada vez maiores, pois o sistema armazena a energi. A amplitude da onda final é a soma da amplitude da onda externa e da que causou essa ressonância.
A ressonância pode ocorrer tanto devido a fenômenos ondulatórios como devido a impulsos sucessivos, desde que estes sejam feitos com uma frequência igual a frequência natural do objeto. 
A frequência natural (ou frequência de ressonância) depende de cada sistema, isto é, dos materiais com os quais ele foi construído, do seu formato, tamanho, etc. Além disso, cada sistema pode ter mais de uma frequência natural, que são características dele.  

## Pressão
Pressão é definida como a razão entre o módulo da força aplicada e a área. A pressão que um gás exerce é devido às colisões das moléculas desse gás com a parede do reservatório onde ele está inserido. Pode-se considerar que as partículas do gás são independentes, não interagentes e se movem para todas as direções. Portanto, a pressão é a mesma em toda a superfície com a qual o gás está em contato. Pode-se ver que, quanto maior for o número de choques das moléculas do gás com as paredes, maior é a pressão. A pressão de um gás depende de fatores, como a densidade e a temperatura .
Existem vários instrumentos utilizados para medir a pressão de um fluido, como por exemplo, Manômetro e Barômetro. Ao medirmos a pressão de um fluido, consideramos que essa força é constante, e, por isso, a pressão exercida sobre o sensor  independe de sua área ou formato  .  
Uma unidade de medida bastante utilizada para medir pressão é a atmosfera (atm). Onde 1 atm é, aproximadamente, a pressão exercida pelo ar no nível do mar.

## Princípios de funcionamento
Para sensores cuja medida é realizada a partir de uma espécie de viga, que pela ação de uma força externa ressoa, a grandeza medida é frequência de ressonância, ou,  a diferença na frequência de ressonância (o que depende da pressão do gás no meio na qual o sistema está inserido). Quanto menor for a pressão, maior será a frequência de ressonância , e maior é o fator Q . O aumento na frequência natural ocorre porque a quantidade de gás que se move com o sistema que está vibrando causa um aumento na massa efetiva dele .
Já em outros sistemas, onde utilizamos um piezoelétrico, por exemplo, medimos a variação na amplitude de oscilação do sistema, que está inversamente ligada com a pressão, ou seja, quanto menor for a pressão, maior será a amplitude de oscilação do sistema. Isto ocorre pelo fato de o meio oferecer uma menor resistência à vibração.
Além disso, pode-se medir a resistência (força contrária ao movimento) e o fator Q  sofrido pelo sistema. A resistência é proporcional à pressão (quanto maior a pressão, maior a resistência, maior a força aplicada para impedir que o sistema oscile e vice-versa).

### Fator de qualidade
O Fator Q (fator de qualidade) se refere a força de amortecimento (ou resistência) das oscilações de um ressonador. Quanto maior for o fator Q, menor será a resistência do sistema,  isto é, menor a energia “perdida” pelo ressonador.    Por isso, quanto maior o fator Q, melhor a definição do sensor, ou seja, melhor ele conseguirá diferenciar as frequências próximas .
Em sensores de ressonância, o fator Q depende do material utilizado, da forma do ressonador, o envoltório, como o ressonador é suportado, etc. 

### Sensor de ressonância
Sensores de ressonância dão saída intrinsecamente digital, o que facilita o controle das medidas por computadores. Isto porquê o que é medido é a diferença na frequência de ressonância, na constante de amortecimento, na amplitude de oscilação ou na mudança de fase. 
A maioria dos sensores de ressonância são feitos a partir de monocristais de quartzo ou de silício, pois eles podem ser feitos com maior precisão e reprodutibilidade, além de serem de baixo custo de fabricação e consumo de energia, se comparado com outros materiais. Ainda, sabemos que, quanto maior for o fator Q, melhor será a definição do sensor, e os monocristais de quartzo e silício apresentarão um fator Q muito alto, se comparado com outros materiais de custo próximo.
Sensores de pressão por ressonância são utilizados quando se quer uma maior precisão na medida. Eles são mais sensíveis do que os sensores de pressão piezoresistivo e possuem menor “erro” devido à temperatura (pois variam pouco com a variação da temperatura), porém, são mais caros e mais difíceis de fabricar, além de possuírem uma faixa de funcionamento menor, que varia de 10-5mBar (aproximadamente 10-8 atm) à pressão ambiente (1 atm).  Por consequência disto, normalmente se utiliza os microssensores, que seguem praticamente os mesmos princípios físicos, porém, em escala menor.  

#### Microssensor de pressão por ressonância
Cada vez mais procura-se diminuir o tamanho dos sensores de pressão, o que ocorre também com os sensores de pressão por ressonância. Os microssensores são mais facilmente comercializados, por eles serem menores, mais baratos, consumirem menos energia e  possuírem uma melhor definição do que os sensores convencionais. Para isso, é necessário miniaturizar tanto os circuitos como o sensor em si, o que pode causar algumas diferenças no modo de operação. 
Os microssensores de pressão por ressonância possuem o mesmo princípio físico dos sensores convencionais, isto é, eles medem a influência que a pressão exerce sobre a frequência, a ressonância, o fator Q ou a resistividade do sistema. Existem diversos microssensores de vácuo por ressonância como, por exemplo, o oscilador de cristal  de quartzo ou silício e a “viga” de fibra óptica. Nesses sensores é necessário uma força externa que provoque as oscilações na frequência de ressonância do sistema, para isso, podem ser utilizados: piezoelétrico, tensão e resistores, fototérmicas, métodos eletrostáticos ou eletromagnéticos. 
O sensor cuja força aplicada é realizada por métodos eletromagnéticos, é constituído basicamente de dois osciladores acoplados. Quando a pressão diminui, a amplitude das oscilações aumenta fazendo com que a corrente alternada altere sua frequência. 
Já nos sensores por ressonância que utilizam piezoresistores, medimos a diferença de tensão. Para isso, pode-se utilizar dois piezoresistores ligados a lados opostos de um mesmo cristal. No primeiro aplica-se uma tensão na extremidade que é transferida para o cristal na forma de frequência. Caso seja a mesma frequência, que a natural do cristal, este entrará em ressonância. A amplitude das oscilações é inversamente proporcional à variação de pressão. Assim, o outro piezoresistor sofre uma força mecânica a partir das oscilações e a transforma em tensão. A tensão de saída varia de acordo com a amplitude das oscilações, pois a força exercida sob o piezoresistor varia com a variação das oscilações. Assim, varia também a resistência do piezoresistor utilizado para a medida. 